# Псковско-печерски манастир
Псковско-печерски манастир Успења Пресвете Богородице (рус. Свя́то-Успе́нский Пско́во-Пече́рский монасты́рь) православни је мушки манастир Руске православне цркве, и један од најстаријих и најважнијих манастирских комплекса РПЦ. Манастир је основан 1473. године на маленом пешчарском узвишењу препуном пећина (на староруском печори), недалеко од града Печорија, на крајњем западу данашње Псковске области Руске Федерације. Централни део узвишења на коме се налазе Успењска црква и подземне пећине у народу се назива и Псковском Светом гором.
Године 2013. манастир је званично обележио 540. годишњицу од оснивања. Један је од ретких православних манастира на тлу Русије који никада није затваран, чак ни у периоду комунистичке власти. Од фебруара 1920. до јануара 1945. манастир се налазио у границама тадашње независне Естоније, и у том периоду словио је за најважнији религијски центар православних Сета (етничке групе Естонаца).
Манастир се налази на листи културног наслеђа Руске Федерације где је заведен под бројем 6010185000.

## Историја

### Оснивање манастира
Савремени манастирски комплекс налази се на крајњем западу Псковске области Русије, недалеко од границе са Естонијом, на неких 340 километара југозападно од Санкт Петербурга, и на око 50 километара западно од града Пскова, односно на југоисточној периферији древног града Печорија. Манастир је основан на маленом пешчарском узвишењу препуном бројних мањих пећина ерозивно-суфозионог порекла. Некада је на том подручју протицао поток Каменец.
Иако је званичан датум оснивања манастира година 1473, извесно је да је монашки живот у пећинама на том подручју започео знатно раније, а постоје подаци да је локално становништво знало за постојање пећина још 1392. године. Према једној од легенди из манастирских летописа, крајем XIV века су два изборска ловца, отац и син Селиш, у дубокој шуми у близини потока Каменца чули гласове „који су певали тако богоугодно и савршено, док се мирис тамјана ширио околном шумом”. Недуго после тог догађаја, када је локални сељак Иван Дементијев секао дрвеће на месту данашњих пећина, „изненада се међу корењем дрвећа указао улаз у пећину, а над самим улазом је стајало написано Богомстворене пећине (рус. Богом зданныя пещеры)”. Дементијев је касније тај део земље око пећина поклонио манастирском братству.
На основу старих предања и летописа извесно је да су у пећинама на подручју данашњег манастира своје уточиште пронашли монаси из Кијевско-печерске лавре који су се ту склонили од учесталих прогона кримских Татара. Међу тим првобитним монасима летописи помињу само преподобног Марка, који се на тај начин сматра и праоцем манастирског братства. Као званичан датум оснивања Псковско-печерског манастира узима се 1473, година када је преподобни Јона освештао малену пећинску цркву посвећену Успењу Пресвете Богородице. У многим летописима, укључујући и манастирске, преподобни Јона се сматра оснивачем самог манастира. Пре него се замонашио, преподобни Јона је служио као свештеник (световног имена Јован) у цркви Светог Ђорђа у граду Јурјеву Ливонском (данас естонски Тарту), а у Ливонију је дошао као православни мисионар. Како је у време његовог службовања у Ливонији долазило до честих прогона православног словенског становништва од стране Ливонаца и Немаца, Јован је страхујући за живот своје породице напустио Тарту и упутио се у правцу Пскова. У Пскову је први пут чуо за постојање Богомстворених пећина и одлучио је да се настани у близини тог светог места. Јован је уз помоћ супруге Марије у маленој пећини саградио цркву посвећену Великој Госпојини. Пре него је градња цркве завршена, његова жена Марија се тешко разболела и непосредно пре смрти она се замонашила и узела монашко име Васса. На тај начин је монахиња Васса постала првом пострижницом Успењског манастира. Након смрти супруге, и сам Јован је примио монашки чин, узевши монашко име Јона. Руска православна црква слави преподобног Јону заједно са преподобним Марком 29. марта/11. априла, а преподобну Вассу 19. марта/1. априла. Наследних преподобног Јоне јеромонах Мисаил саградио је на брду изнад пећина дрвену цркву и монашку келијицу, али су обе грађевине убрзо уништене у нападу ливонских војски на манастир, док је сва манастирска имовина опљачкана. Иако се у наредним годинама манастирско братство јако смањило, а манастир је живео у великом сиромаштву, монашка заједница је ипак успела да се очува.

### Успон манастира током XVI века
Манастир је обновљен и проширен у време столовања игумана Дорофеја током двадесетих година XVI века, и у том периоду обновљена је Успењаска црква и у оквиру ње дограђена је припрата посвећена преподобним Антонију и Теодосију, оснивачима Кијево-Печерске лавре, а изграђени су и бројни пратећи објекти. Свим радовима руководио је дијак Мисјур Мунехин, који је касније сахрањен на манастирском гробљу као прва особа ван манастирског братства.
Године 1521. манастир је дошао у посед чудотворне иконе Успења Мајке Божије са житијем, коју је насликао иконописац Алексеј Мали по наруџби извесних трговаца Василија и Теодора (Теодор се касније замонашио и постао монах Теофил, сахрањен је у овом манастиру). У том периоду манастир се спустио ка долини Каменца, а монашке келије саграђене су насупрот Успењске цркве. У време игумана Герасима донесена су правила манастирског живота којих се у неизмењеном облику монаси придржавају и данас.
Највећи успон манастир је доживео за столовања игумана Корнилија у чије време је саграђен манастирски конак (1541), проширена Успењска црква и ископане нове пећине. Око манастира је саграђен утврђени камени зид (1558—1565) који је штитио манастир од упада са стране. Подигнута је и надвратна црква посвећена Светом Николи (1564. или 1565). Игумана Корнилија убио је 1570. лично цар Иван Грозни на капији манастира, након што је игуман одбио царев захтев да га рукоположи у чин монаха. Према предању цар се након тог чина покајао и сам је унео тело преподобног Корнилија у порту Успењског храма. Од тога дана тај пут од Никољских врата до Успењске цркве назива се Крвавим путем.
Након градње заштитних зидина, Успењски манастир је постао и стратешки важно утврђење и важна утврда на крајњем западу руске државе. Крајем октобра 1581. војска пољског краља Стефана Баторија напала је манастир, и након вишедневне опсаде успела да пробије одбрамбене зидине код Благовештењског храма (5. новембра). Међутим, иако су успели да пробију заштитне зидине, захваљујући храбром отпору монаха и малобројних војника Пољаци нису успели да уђу у манастир.

### Манастир од XVII до почетка XX века
Почетком XVII века манастир се налазио на мети честих напада пољских, шведских и литванских освајача који су користећи унутрашње политичке слабости у Русији у том периоду упадали у западне делове земље. По налогу императора Петра Великог 1701. године манастир је додатно утврђен високим земљаним бедемом и дубоким ровом који је испуњен водом (остаци земљаног утврђења сачувани су до данашњих дана). Подигнуто је 5 нових стражарских кула, а колики је значај манастир имао у националним оквирима најбоље сведочи податак да је изнад Никољских врата постављен државни грб. Већ две године касније, 1703. године, малени војни одред под командом војводе Ивана Назимова успешно је одбранио манастир од напада знатно бројније шведске војске. Била је то уједно и последња битка под манастирским зидинама, пошто је Ништадским миром из 1721. године граница руске државе померена ка западу и удаљила се од манастира. На тај начин Псковско-печерски манастир губи свој одбрамбени значај и поново постаје искључиво сакрални објекат.
У поратним годинама манастир је додатно проширен. Прво је саграђена Покровска црква (1758—1759), а потом и црква посвећена Светом Лазару (1792—1800). У знак сећања на одбрану Пскова од француских напада 1812. у склопу манастира подигнут је храм посвећен Архангелу Михаилу (црква је грађена од 1815. до 1827. године).
Мировним уговором из Тартуа од 2. фебруара 1920. године одређена је граница између тадашње Руске СФСР и Естоније, а сходно одредбама уговора Печорски манастир се тако нашао у границама естонске државе. У границама Естоније манастир се налазио све до 1940. године када је Естонија инкорпорирана у састав Совјетског Савеза. Како је у почетним годинама постојања Совјетског Савеза вршено масовно затварање верских објеката и национализација њихове имовине, чињеница да се Печорски манастир у том периоду налазио ван граница Совјетске државе сачувала је манастирско братство од скрнављења и национализације.

### Други светски рат и послератни период
Трупе Вермахта окупирале су Печори 10. јула 1941. године и у време окупације која је трајала све до 11. августа 1944. манастир је претрпео велика материјална оштећена узрокована углавном артиљеријским деловањима. Након окупације манастир је остао под двојном управом и једнако је припадао Талинској митрополији и Прибалтичком егзархату. Од 1940. до октобра 1941. намесник манастира је био архимандрит Парфениј Шатињин, а након његове смрти наследио га је игуман Павел Горшков који је на тој позицији остао све до краја 1944. године када је ухапшен од стране совјетских служби под оптужбама за сарадњу са окупатором (а потом и осуђен на затворску казну у трајању од 15 година, рехабилитован посмртно тек 1997. године). Током окупације немачке власти су дозвољавале свештенству обављање богослужбених дужности, али уз услов да свештенство призна окупациону власт. Иако су свештеници начелно признавали власти Немаца, унутар манастирских зидина су се током целог рата скривали припадници покрета отпора и особе које су биле на немачким потерницама. Како су током рата све школе у граду биле претворене у немачке војне болнице, на иницијативу игумана Павела у његовој резиденцији је деловала естонска средња школа.
У бомбардовању Печорија и околине од стране совјетске авијације које се десило у ноћи 31. марта на 1. април 1944. погинуо је епископ Макарије Васиљев. Непосредно пре ослобођења немачке власти су из манастира однеле неке од најважнијих драгоцености (генерал Берг је 18. марта 1944. из манастира пут Риге однео 4 кутије са манастирским драгоценостима). Манастирско благо је враћено тек 1973. за време архимандрита Алипија.
Иако је манастир крај рата дочекао готово у рушевинама, монашка активност у њему није угашена. По окончању рата Печорски рејон је званично враћен у састав Русије (16. јануара 1945) и на тај начин се и Печорски манастир вратио у границе матичне земље. Занимљиво је да је у наредних 40 година Печорски манастир, заједно са манастиром Тројице-Сергијеве лавре био једини активни верски објекат на тлу Русије.
Године 1960. извршена је обимна рестаурација утврђења око манастира, укључујући зидине и куле, док је рестаурација унутрашњих делова манастира обављена током 1980-их година. Почетком 1990-их манастиру је враћена велика библиотека у Тартуу, те око 100 хектара обрадиве земље у околини, а у Печорију је са радом почео манастирски дом за стара и немоћна лица. Године 1986. у Никољском торњу освештан је храм посвећен преподобном мученику Корнилију, а 1995. је на манастирској Светој гори подигнут дрвени храм посвећен Псковско-Печорским преподобним оцима.
У септембру 1995. године тадашњи архимандрит Псковско-печерског манастира Роман Жеребцов је по налогу Патријарха Московског и све Русије Алексија II био принуђен да поднесе оставку. Разлог за оставку лежи у чињеници да је архимандрит дозволио да се у манастирским гробницама сахрани један од руководилаца Великолушке криминалне групе Николај Гавриленко који је убијен у мафијашком обрачуну 30. јуна 1995. године.
Од 17. августа 1995. на месту управника Псковско-печерског манастира налази се архимандрит Тихон Секретарјов.

## Манастирски комплекс
У оквиру комплекса Псковско-печорског манастира налазе се цркве: Успењска, Покровска, Сретењска, Михајловска, Лазарева, Никољска надвратна, Благовештењска, Воскресењска, Корнилијевска, Преподобника Псковско-печерских, те велики звоник. У оквиру манастира налазе се и игумански дом, монашке келије и манастирска ризница. Саставни део манастира су и одбрамбене зидине са кулама и два извора, те „Богомстворене пећине”.
Целодневни приступ посетиоцима манастира омогућен је у Сретењској цркви и у централним пећинама, док је приступ удаљеним пећинама омогућен само уз посебне дозволе руководства манастира. Успењска и Михајловска црква доступне су посетиоцима само у време трајања богослужења.

### Богомстворене пећине
Комплекс Богостворених пећина представља сплет подземних ходника, углавном вештачког порекла, који су ископани у пешчарима испод Свете горе у централном делу манастира. Пећински ходници се деле у две групе. Прва група се налази у централном делу манастира, има облик ћириличног слова П и укупне је дужине од око 15 километара. У њима се налазе гробнице манастирских искушеника, преподобних Марка, Јоне, Лазара и преподобне Вассе.
Периферне пећине чини укупно 7 подземних галерија и служе као гробље за монахе, бранитеље манастира и световна лица која су за живота дала значајан доприносу у развоју манастира. На крају 6. галерије налази се подземна пећинска црква посвећена Васкрсењу Христовом. Укупна дужина периферних пећина је око 200 метара. Температура ваздуха унутар пећина је стабилна током целе године и има вредности између +5 °C и +10 °C. Прва световна личност сахрањена у овим пећинама био је дијак Мисјур Мунехин, сахрањен 1528. године.
Према претпоставкама у овим подземним катакомбама сахрањено је више од 10.000 људи.
Према манастирским летописима, пећине је случајно открио 1392. године један локални сељак по имену Иван Дементијев који је на брду изнад пећина секао дрвеће. Једно посечено стабло је приликом пада пробило таваницу пећине која се урушила и тако отворило приступ пећинама. На улазу у пећину стајао је уклесан натпис Богомстворена пећина (рус. Богом зданная пещера). Претпоставке су да је неки од монаха испосника знатно раније обитавао на том месту и на улазу у пећину који је с временом зарастао исклесао тај натпис. Занимљиво је да је исте године када су пећине откривене умро преподобни Сергеј Радоњешки, једна од најважнијих фигура православног хришћанства у Русији у том периоду.
У катакомбама је очувано око 350 надгробних споменика од керамике и камена старости од XVI до почетка XVIII века. Углавном је реч о маленим плочама које садржавају основне податке о покојнику, а које се обично налазе уклесане на улазу у гробницу. Најстарија керамичка плочица потиче из 1530, док је најстарији камени натпис из 1591. године.

### Успењска пећинска црква и Покровска црква
Успењска пећинска црква представља најстарији и најважнији објекат Печорског манастира. Реч је о цркви делимично укопаној у стене, а њеним оснивачем сматра се преподобни Јона који је 1473. године лично освештао тај храм. Предња страна цркве има спољашњу фасаду, док се стражња страна налази укопана у стену. Године 1523. у време столовања игумана Дорофеја црква је значајно раширена и обновљена, а дозидана је и припрата посвећена преподобницима Кијевско-Печерским Антонију и Теодосију. Радовима на храму руководио је дијак Мисјур Мунехин.
У Успењској цркви се чува чудотворна икона Успенија Мајке Божије са житијем, рад псковског иконописца Алексеја Малог из 1521. године, те икона Светог Николе са житијем, такође из XVI века. У јужној стени храма се налази и гробница преподобномученика Корнилија.
У време столовања игумана Јосифа (1753—1785) изнад Успењске цркве подигнута је црква посвећена Покрову Пресвете Богородице (грађена током 1758. и 1759). На тај начин су Покровска и Успењска црква добиле заједничку предњу фасаду. Током XIX века дозидано је пет богато украшених купола у стилу украјинског барока, по форми идентичних куполама Успењског сабора Кијевско-Печерске лавре. Последња комплетна рестаурација унутрашњости храма обављена је 1987. године у време столовања архимандрита Гаврила.

### Никољска надвратна црква
На улазу у манастир, на брду са леве стране налази се камена црква посвећена светом Николи Мирликијском. Цркву је 1564. саградио мајстор Павле Заболоцки, а грађена је паралелно са заштитним зидинама око манастира. У време свог настанка надвратна црква Светог Николе служила је као главни улаз у манастир, и због тога у називу реч надвратна. Кров Никољске цркве данас је повезан са Никољским торњем који се наслања уз њу, а који је дозидан нешто касније. Паралелно са црквом саграђен је и мањи камени звоник са 5 звона различитих димензија.
Према летописима на овим вратима је цар Иван Грозни убио тадашњег игумана Корнилијуса, а њему у част 1986. освештана је црква у торњу који се наслања на Никољску цркву.

### Велики звоник
Велики звоник налази се источно од Успењског сабора. Чини је неколико стубова постављених у једну линију од запада ка истоку. Градња звоника започела је 1523. године на месту некадашњег дрвеног звоника. У првом нивоу налази се 6 лучних отвора са укупно 16 звона различитих димензија, док је једно звоно постављено накнадно у нивоу изнад основних шест.

### Михајловски сабор
Црква посвећена Архангелу Михаилу грађена је у периоду 1815—1827. по пројекту швајцарског архитекте Луиђија Руска, и данас представља највећу грађевину унутар манастирског комплекса. Црква је саграђена у стилу класицизма, а у знак сећања на одбрану града Пскова од Наполеонових војски 1812. године.
У цркви се као реликвија чува десна рука ранохришћанке светитељке Татјане Римске, која се ту налази од 1977. године.

### Сретењска црква
Сретењска црква саграђена је 1870. године у западном делу манастира, крај саме манастирске ризнице. Саграђена је у псеудоруском архитектонском стилу на месту старог конака и Благовештењске цркве из 1540. године. Црква је двоетажна са три куполе. У цркви се чувају чудотворне иконе Мајке Божије Тројеручице и Мајке Божије Избавитељице. Од 2003. у цркви је гробница преподобног Симеона Псковскопечерског.
- Велики звоник (лево)
- Михајловски сабор
- Архимандритов дом

### Лазарева црква
Црква посвећена Светом Лазару налази се северно од Успењског храма. У њој се једно време налазила манастирска болница која је 1848. претворена у надстојатељев дом, након што је првотни дом изгорео у пожару. Саграђена је у време столовања архимандрита Петра Можајског између 1792. и 1800. године.

### Манастирска ризница
Велика манастирска ризница саграђена је у време столовања игумана Корнилија у подруму Благовештењске трпезне цркве. Налази се крај Великог звоника и наставља се на Сретењски храм. На спрату се налази и манастирска библиотека. У ризници се чувају манастирске драгоцености, укључујући и вредне поклоне које су манастиру даровали руски цареви и императори. Сва манастирска добра која су Нацисти опљачкали приликом повлачења из града током Другог светског рата враћена су манастиру 1973. године у време столовања архимандрита Алипија. Од укупно 566 одузетих добара манастиру је враћено њих 504, а 62 су службено уништена.

### Свети манастирски извори
Унутар манастирских зидина налазе се два природна извора. Први се налази насупрот Успењског храма крај Ризнице и назива се Извором преподобног Корнилија, док се други артешки извор налази насупрот Баговештењског храма и назван је Извором иконе Мајке Божије Животодавне. Године 1911. над другим извором је подигнута малена шестоугаона капелица.

### Манастирске зидине
Због учесталих напада и пљачкашких похода усмерених ка манастиру још током средњег века јавила се потреба за градњом зидина које би штитиле манастир од упада са стране. У периоду од 1558. до 1565. саграђен је заштитни камени зид око целог манастира. Зидине су укључивале и 6 торњева и троја врата, а касније су дозидана још 4 торња. Колико су манастирске зидине биле чврсте најбоље говори податак да је манастир успешно брањен током двомесечне опсаде пољског краља Стефана Баторија 1581. године, а подно манастирских зидина су се водиле борбе све до краја Великог северног рата 1721. године.
Укупна дужина зидина које штите манастир данас је 810 метара, а у оквирима зидина налази се и 9 торњева (Петровски, Никољски, Благовештењски, Изборски, Тајловски, Затворски, Тараргинов, Горњи и Доњи). На месту некадашњег дрвеног торња који је порушен 1581. године саграђена је Михајловкса саборна црква. Улаз у манастир налази се у подножју Петровског торња саграђеног током XVII века.
- Манастирски конак

Након великог пожара који је опустошио манастир 1688. године, торњеви и зидине су остали без крова све до 1960. године када је архимандрит Алипије иницирао обимну реконструкцију зидина и торњева. Током 90-их година 20. века кров изнад кула и зидина прекривен је бакром.
- Сретењска црква
- Црква Светог Лазара
- „Крвави пут”

## Управници манастира
Игумани
| - Јона - јеромонах Селиван - Јона - Сергиј - Симон | - Дорофеј - Герасим - Корнилиј (1529 — 20. фебруар 1570) - Сава (1571—1572) - Силвестер (1572 — ?) | - Трифон - Тихон (ок. 1580—1583) - Никон I - Мелетиј - Јоаким (1593 — не после 1611) |

Архимандрити
| - Јоаким (не после 1611 — 6. јула 1616) - Антоније I (1617—1621) - Јоасаф I (3. фебруар 1621—1627) - Јов (1627—1634) - Порфирије (1634—1639) - Рафаил (1639—1643) - Макарије (1643—1650) - Митрофан (1650—1656) - Зосима (1656—1663) - Герасим (1663—1669) - Пајсије (1669—1682) - Јоасаф II (1682—1686) - Пајсије II (1686—1699) - Корнилије II (1699) - Аарон (1706— ?) - Теодосије (1711—1724) - Маркел (Радишевски) (1724—1726) - Филарет (1726—1729) - Венијамин (Сахновски) (1730—1731) - Кирил (1731—1732) - Игнатије (1732—1745) - Генадиј (Андрејевски) (1746—1753) | - Јосиф (1753—1785) - Варлам (1785—1792) - Петар (1792—1800) - Бенедикт (1800—1835) - Антоније II (1835—1844) - Антоније (Шокотов) (24. јануар 1845—1850) - Никон II (1850—1856) - Апллос (Бељајев) (26. октобар 1856—1864) - Теогност (1864—1868) - Павел (1868—1882) - Натанаил (1882—1885) - Павел (1885—1890) - Инокентије (1890—1894) - Методије (Холмски) (1894—1906) - Никодим (Воскресенски) (1906—1914) - Августин (Синајски) (1914—1917) - Александар (Петровски) (1917—1918) - Аркадиј (Чанк) (1919—1920) - Јован (Булин) (1920—1932) - Николај (Лејсман) (1932—1940) | - Парфениј (Шатињин) (1940—1941) - Павел (Горшков) (1941—1944) - Агатон (Бубиц) (1944—1946) - Никон (Мико) (1946) - Нектарије (Григорјев) (1946—1947) - Владимир (Кобец) (1947—1949) - Пимен (Извеков) (крај 1949 — крај 1953) - Сергиј (Гаврилов) (1954—1956) - Августин (Судоплатов) (1956 — 1 октября 1959) - Алипиј (Воронов) (28. јул — 3. септембар 1959; 6. октобар 1959 — 12. март 1975) - Гавриил (Стебљученко) (7. април 1975—1988) - Павел (Пономарјов) (26. август 1988 — март 1992) - Роман (Жеребцов) (1992 — 6. октобар 1995) - Тихон (Секретарјов) (17. августа 1995 — 22. мај 2018) - Тихон (Шевкунов) (од 14. јула 2018) |